# Eksocitoza
Eksocitoza je vrsta transporta snovi iz celice v zunajcelični prostor. Pri eksocitozi se membrana sekrecijskega mešička zlije s plazemsko membrano, pri tem pa vsebina svetline mešička zapusti celico. 
Eksocitoza ima pri enoceličarjih vlogo izločanja odpadnjih produktov iz celice, pri večceličarjih pa je to zlasti pomemben signalni in regulatorni mehanizem (na primer prenos signala v živčnih sinapsah).
Zlijeta se plazmalema in eksocitotski mešiček. Izstopijo nerabne snovi za celico ali pa se izločijo produkti, ki delujejo na druge celice: encimi, hormoni … Z eksocitozo se prav tako obnavljajo plazemska membrana ter membranski proteini. 